# Ригас, Джордж
Джордж То́мас Ри́гас (англ. George Thomas Regas, имя при рождении — Гео́ргиос Фома́с Рига́кос (греч. Γεώργιος Θωμάς Ρηγάκος); 9 ноября 1890, Горани, Пелопоннес, Греция — 13 декабря 1940, Лос-Анджелес, Калифорния, США) — один из первых американских актёров греческого происхождения в Голливуде. Старший брат актёра Педро Ригаса.

## Биография

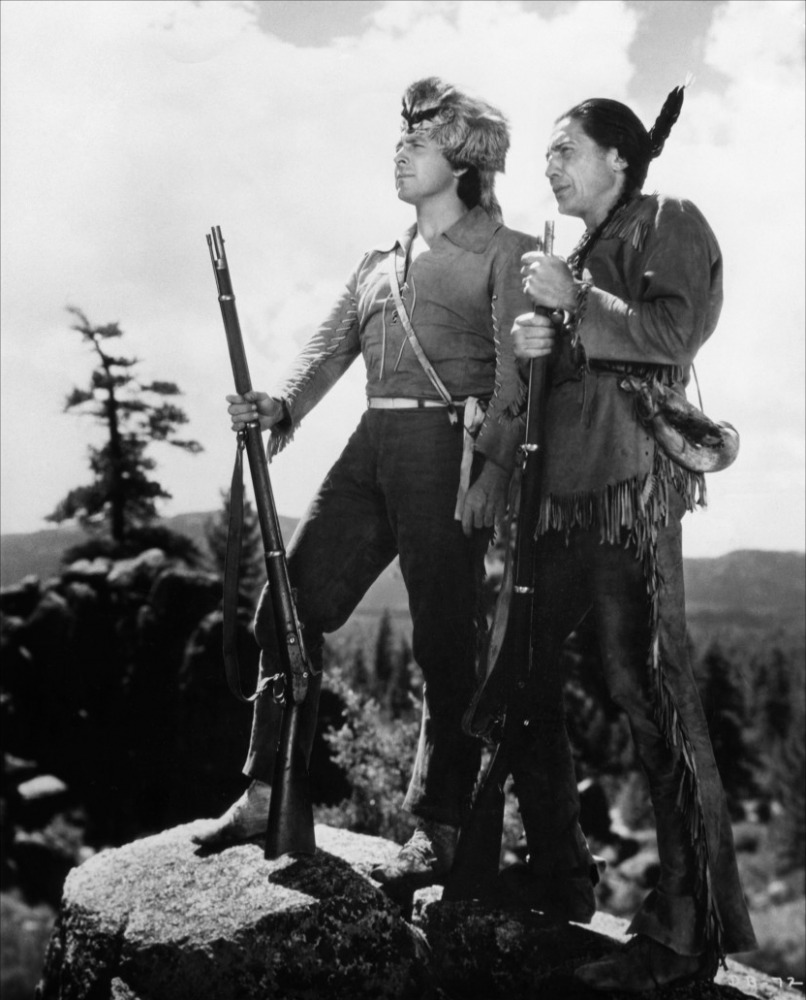
Джордж О’Брайен (слева) и Джордж Ригас в фильме «Даниэль Бун» (1936)

Родился в деревне Горани недалеко от Спарты (Пелопоннес, Королевство Греция).
До иммиграции в США был театральным актёром в Афинах. В Нью-Йорке играл роль Ромео в греческой версии трагедии «Ромео и Джульетта».
В 1921 году впервые снялся в кино, в немом драматическом фильме «Свет любви» с Мэри Пикфорд в главной роли, после чего продолжил свою актёрскую карьеру, сыграв характерные роли в более чем 100 кинокартинах. Благодаря своему суровому взгляду и средиземноморскому (смуглому) цвету лица, Ригас играл в приключенческих фильмах представителей многих национальностей (в том числе латиноамериканцев, коренных американцев, мексиканцев и итальянцев).
Умер в Голливуде в возрасте 50 лет после операции по удалению инфекции горла. Похоронен на кладбище «Hollywood Forever» рядом со своим братом.

## Личная жизнь
Был женат на певице и актрисе Рейн Дэвис, сестре Мэрион Дэвис.

## Фильмография
Ниже представлен неполный список фильмов с участием Ригаса. Во многих картинах имя актёра не указано в титрах.
- 1921 — Свет любви — Тони
- 1924 — Морской ястреб — гребец
- 1925 — Странник — Гааль
- 1926 — Золото пустыни — Верд
- 1926 — Красавчик Жест — Марис
- 1929 — Спасатели
- 1931 — Городские улицы — пулемётчик
- 1933 — Кровавые деньги — Чарли
- 1934 — Ответный ход Бульдога Драммонда — Сингх
- 1934 — Вива Вилья! — Дон Родриго
- 1936 — Роуз Мари — Бонифаций
- 1936 — Под двумя флагами
- 1936 — Даниэль Бун — Чёрный Орёл
- 1936 — Атака лёгкой кавалерии — визирь
- 1936 — Остров ярости — Отар
- 1937 — Новый рассвет — шейх (сцены вырезаны)
- 1937 — Чарли Чан на Бродвее — индус
- 1938 — Четверо мужчин и помощница — полицейский
- 1939 — Ганга Дин
- 1939 — Юнион Пасифик
- 1939 — Красавчик Жест — скаут
- 1939 — Кот и канарейка — проводник
- 1939 — Свет погас — Кассеветти
- 1939 — Приключения Шерлока Холмса — Матео
- 1940 — Вирджиния-Сити
- 1940 — Выжженная зона — сержант полиции
- 1940 — Северо-Западная конная полиция — Фредди
- 1940 — Знак Зорро — сержант Гонсалес